# バレリー・アダムズ
バレリー・アダムス（Valerie Adams, 1984年10月6日 - ）は、ニュージーランドの陸上競技（砲丸投）選手。かつてバレリー・ビリ（Valerie Vili）の名で知られた。18人兄弟で、弟の1人にバスケットボールのNBA選手のスティーブン・アダムズがいる。

## 経歴
2002年に世界ジュニア陸上選手権で優勝し、コモンウェルスゲームズマンチェスター大会で銀メダルを獲得した。2004年アテネオリンピックでは8位入賞に終わっている。この間、ニューカレドニアの円盤投選手であるベルトラン・ビリと結婚した。その後離婚した。
2005年の世界陸上ヘルシンキ大会では19m87の記録で銅メダルを獲得、世界のトップアスリートとなる。
2006年のコモンウェルスゲームズメルボルン大会で19m66の記録で優勝し、大会記録を20年ぶりに更新した。
2007年の世界陸上大阪大会では、最終6投目で自己新記録（オセアニア記録）の20m54を記録し、ベラルーシのナドゼヤ・オスタプチュクを逆転して金メダルを獲得した。
2008年北京オリンピックでは、20m56の自己ベストで金メダルを獲得した。
2009年の世界陸上ベルリン大会でも金メダルを獲得、IAAFワールドアスレチックファイナルでは21m07の自己ベストで優勝した。
2011年の世界陸上テグ大会では自己ベスト及び大会新記録タイの21m24で世界選手権3連覇を達成した。
2013年の世界陸上モスクワ大会でも金メダルを獲得、女子として初めての世界選手権4連覇を達成した。
2022年3月、現役引退を表明。

## 主な実績
| 年   | 大会                               | 場所                           | 種目   | 結果 | 記録  |
| ---- | ---------------------------------- | ------------------------------ | ------ | ---- | ----- |
| 1999 | 世界ユース陸上選手権               | ブィドゴシュチュ（ポーランド） | 砲丸投 | 10位 | 12m82 |
| 2001 | 世界ユース陸上選手権               | デブレツェン（ハンガリー）     | 砲丸投 | 1位  | 16m87 |
| 2002 | コモンウェルスゲームズ             | マンチェスター（イギリス）     | 砲丸投 | 2位  | 17m45 |
| 2002 | 世界ジュニア陸上選手権             | キングストン（ジャマイカ）     | 砲丸投 | 1位  | 17m73 |
| 2002 | IAAF陸上ワールドカップ             | マドリード（スペイン）         | 砲丸投 | 6位  | 18m40 |
| 2003 | 世界陸上選手権                     | パリ（フランス）               | 砲丸投 | 5位  | 18m65 |
| 2004 | オリンピック                       | アテネ（ギリシャ）             | 砲丸投 | 8位  | 18m56 |
| 2005 | 世界陸上選手権                     | ヘルシンキ（フィンランド）     | 砲丸投 | 3位  | 19m62 |
| 2005 | IAAFワールドアスレチックファイナル | モンテカルロ（モナコ）         | 砲丸投 | 2位  | 19m55 |
| 2006 | コモンウェルスゲームズ             | メルボルン（オーストラリア）   | 砲丸投 | 1位  | 19m66 |
| 2006 | IAAFワールドアスレチックファイナル | シュトゥットガルト（ドイツ）   | 砲丸投 | 2位  | 19m64 |
| 2006 | IAAFコンチネンタルカップ           | アテネ（ギリシャ）             | 砲丸投 | 1位  | 19m87 |
| 2007 | 世界陸上選手権                     | 大阪（日本）                   | 砲丸投 | 1位  | 20m54 |
| 2007 | IAAFワールドアスレチックファイナル | シュトゥットガルト(ドイツ)     | 砲丸投 | 2位  | 20m40 |
| 2008 | 世界室内陸上選手権                 | バレンシア（スペイン）         | 砲丸投 | 1位  | 20m19 |
| 2008 | オリンピック                       | 北京（中国）                   | 砲丸投 | 1位  | 20m56 |
| 2009 | 世界陸上選手権                     | ベルリン（ドイツ）             | 砲丸投 | 1位  | 20m54 |
| 2009 | IAAFワールドアスレチックファイナル | テッサロニキ（ギリシャ）       | 砲丸投 | 1位  | 21m07 |
| 2010 | 世界室内陸上選手権                 | ドーハ（カタール）             | 砲丸投 | 2位  | 20m49 |
| 2011 | 世界陸上テグ大会                   | テグ(韓国)                     | 砲丸投 | 1位  | 21m24 |
| 2012 | ロンドンオリンピック               | ロンドン(イギリス)             | 砲丸投 | 1位  | 20m40 |
| 2013 | 世界陸上モスクワ大会               | モスクワ(ロシア)               | 砲丸投 | 1位  | 20m88 |
| 2016 | リオデジャネイロオリンピック       | リオデジャネイロ(ブラジル)     | 砲丸投 | 2位  | 20m42 |